# Штинац
Штинац (нем. Stinatz) — ярмарочная коммуна (нем. Marktgemeinde) в Австрии, в федеральной земле Бургенланд.
Входит в состав округа Гюссинг. Население составляет 1392 человека (на 31 декабря 2005 года). Занимает площадь 9,5 км². Официальный код — 10415.
По переписи населения 62% населения составляют градищанские хорваты.
Основан выходцами из Хорватии в 16 веке. Штиняцкая свадьба признана нематериальным наследием Австрии 

## Политическая ситуация
Бургомистр коммуны — Альфред Грандитс (СДПА) по результатам выборов 2007 года.
Совет представителей коммуны (нем. Gemeinderat) состоит из 19 мест.
- СДПА занимает 10 мест.
- АНП занимает 9 мест.